# سلين دميراتار

سيلين دميراتار (بالتركية: Selin Demiratar)‏ (ولدت في 1983م - إسطنبول) ممثلة أفلام ومسلسلات تركية وعارضة أزياء مشهورة أيضا. شاركت في العديد من الأفلام والمسلسلات الناجحة وتخرجت من جامعة معمار سنان للفنون الجميلة، فازت بالمركز الأول في مسابقة ملكة جمال تركيا في عام 1999م. وحصلت على المركز الثالث في مسابقة ملكة جمال العالم في السنة نفسها.

## الأعمال الفنية[1]
- 2000 – Bana Babamı Anlat
- 2001 – 90-60-90 (Burcu)
- 2002 – Abdülhamit Düşerken (Ayşe Sultan) / Sinema Filmi
- 2002 – Koçum Benim (Eylül) 2003 – Lise Defteri (Güney Doğru)
- 2004 – Sular Durulmuyor (Gülçin)
- 2005/2006 – Acı Hayat (Nermin Yıldız)
- 2005 – Şaşkın (Pelin) / Sinema Filmi
- 2007 – O Kadın (Yeşim) / Sinema Filmi
- 2008/2010 – Adanalı (İdil)
- 2008 – Dur Yolcu (Ayşe)
- 2008 – Gazi (Tuna)
- 2011 – Türkan (Çiçek) / Sinema Filmi
- 2012/2013 – Huzur Sokağı (Feyza)
- 2013 – Patlak Sokaklar – Gerzomat (Dedektif Jennifer) / Sinema Filmi

## وصلات خارجية
- سلين دميراتار على موقع IMDb (الإنجليزية)
- سلين دميراتار على موقع قاعدة بيانات الفيلم (الإنجليزية)
- Selin DEMİRATAR Fan Club
- Selin Demiratar Kimdir?
- Selin Demiratar Resimleri ve fotoğrafları